# جایزه سینمایی انتخاب منتقدان برای بهترین بازیگر زن فیلم اکشن
جایزه سینمایی انتخاب منتقدان برای بهترین بازیگر زن فیلم اکشن (انگلیسی: Critics' Choice Movie Award for Best Actress in an Action Movie) جایزه‌ای که توسط انجمن منتقدان پخش فیلم به فعالان بخش سینما داده می‌شود.

## لیست برنده‌ها و نامزدها
۲۰۱۲: جنیفر لارنس – عطش مبارزه (فیلم) در نقش کتنیس اوردین
- امیلی بلانت – لوپر در نقش Sara
- جینا کارانو – بی‌استفاده در نقش Mallory Kane
- جودی دنچ – اسکای‌فال در نقش M
- ان هتوی – شوالیه تاریکی برمی‌خیزد در نقش زن گربه‌ای

۲۰۱۳: ساندرا بولاک – جاذبه (فیلم) در نقش Dr. Ryan Stone ‡
- جنیفر لارنس – عطش مبارزه: اشتعال در نقش کتنیس اوردین
- اوانجلین لیلی – هابیت: برهوت اسماگ در نقش Tauriel
- گوئینت پالترو – مرد آهنی ۳ در نقش پپر پاتز

۲۰۱۴: امیلی بلانت – لبه فردا در نقش Rita Vratدر نقشki
- اسکارلت جوهانسون – لوسی (فیلم ۲۰۱۴) در نقش Lucy
- جنیفر لارنس – عطش مبارزه: زاغ مقلد - بخش ۱ در نقش کتنیس اوردین
- زویی سالدانا – نگهبانان کهکشان (فیلم) در نقش گامورا
- شیلین وودلی – سنت‌شکن (فیلم) در نقش Beatrice "Tris" Prior

۲۰۱۵: شارلیز ترون – مکس دیوانه: جاده خشم در نقش Imperator Furiosa
- امیلی بلانت – سیکاریو (فیلم ۲۰۱۵) در نقش Kate Macer
- ربکا فرگوسن (بازیگر) – مأموریت غیرممکن: ملت یاغی در نقش Ilsa Faust
- برایس دالاس هاوارد – دنیای ژوراسیک در نقش Claire Dearing
- جنیفر لارنس – عطش مبارزه: زاغ مقلد - بخش ۲ در نقش کتنیس اوردین

۲۰۱۶: مارگو رابی – جوخه انتحار (فیلم) در نقش هارلی کویین
- گل گدوت – بتمن در برابر سوپرمن: طلوع عدالت در نقش زن شگفت‌انگیز
- اسکارلت جوهانسون – کاپیتان آمریکا: جنگ داخلی در نقش عنکبوت سیاه (ناتالیا رومانوا)
- تیلدا سوئینتن – دکتر استرنج در نقش the انشنت وان